# Rich Nigga Problems
Rich Nigga Problems è un singolo del rapper ASAP Rocky pubblicato il 12 febbraio 2021.

## Tracce
1. Rich Nigga Problems – 3:37